# Faustball-Weltmeisterschaft 2019/Namibia
Dieser Artikel behandelt die Namibische Faustballnationalmannschaft der Männer bei der Faustball-Weltmeisterschaft 2019 in Winterthur in der Schweiz.

## Kader
| Nr.            | Name              | Verein                          | Debüt   | Erfolge |         |         |         |
| Angriff        | Angriff           | Angriff                         | Angriff | Angriff | Angriff | Angriff | Angriff |
| -------------- | ----------------- | ------------------------------- | ------- | ------- | ------- | ------- | ------- |
| 1              | Tristan Minz      | TSV Unterpfaffenhofen-Germering |         |         |         |         |         |
| 2              | Gian Rudolph      | MTV Vorsfelde                   |         |         |         |         |         |
| 3              | Rico Kühle-Kreitz | Cohen Faustball Club            |         |         |         |         |         |
| 4              | Wilko Hoffmann    | Cohen Faustball Club            |         |         |         |         |         |
| Abwehr/Zuspiel |                   |                                 |         |         |         |         |         |
| 5              | Helmo Minz        | Cohen Faustball Club            |         |         |         |         |         |
| 6              | Stephan Zimny     | TSV Unterpfaffenhofen-Germering |         |         |         |         |         |
| 7              | Thilo Wilkens     | Cohen Faustball Club            |         |         |         |         |         |
| 8              | André Meng        | Hammer SC 2008                  |         |         |         |         |         |
| 9              | Götz Friedrich    | Cohen Faustball Club            |         |         |         |         |         |

### Trainerstab
| Name          | Funktion        |
| ------------- | --------------- |
| Stefan Grögli | Nationaltrainer |
| Stephan Zimny | Co-Trainer      |
| Niklaus Meyer | Mannschaftsarzt |

## Turnier

### Vorrunde
Bei der Festlegung der Gruppen wurde die Faustballnationalmannschaft Namibias einer Gruppe mit den Niederlanden, Australien, Japan und Dänemark zugeordnet. Alle Gruppenspiele finden in Winterthur statt.
| Pl. | Team        | Sp. | Sätze | Diff. | Ballverh. | Diff. | Pkt. |
| --- | ----------- | --- | ----- | ----- | --------- | ----- | ---- |
| 1   | Namibia     | 4   | 12:0  | +12   | 132:42    | +90   | 8    |
| 2   | Dänemark    | 4   | 9:5   | +4    | 128:126   | +2    | 6    |
| 3   | Niederlande | 4   | 4:10  | −6    | 112:142   | −30   | 2    |
| 3   | Australien  | 4   | 6:10  | −4    | 126:156   | −30   | 2    |
| 5   | Japan       | 4   | 3:10  | −7    | 112:144   | −32   | 2    |

- So., 11. August 2019

 Namibia –  Niederlande 3:0 (11:8, 11:2, 11:1)
 Namibia  –  Japan 3:0 (11:0, 11:5, 11:9)
- Mo., 12. August 2019

 Namibia –  Dänemark 3:0 (11:4, 11:2, 11:4)
- Di., 13. August 2019

 Namibia –  Australien 3:0 (11:2, 11:0, 11:5)

### Double Elimination & Platzierungsspiele
- Mi., 14. August 2019

 Argentinien –  Namibia 3:0 (11:6, 11:4, 11:8)
- Do., 15. August 2019

 Namibia –  Vereinigte Staaten 3:1 (11:6, 5:11, 13:11, 15:13)
 Namibia –  Italien 0:3 (7:11, 13:15, 5:11)